# Suzana Herculano-Houzel
Suzana Herculano-Houzel est une neuroscientifique brésilienne de l'Université Vanderbilt aux États-Unis. Ses recherches en neuroanatomie comparée sont basées notamment sur une méthode qu'elle a mise au point pour compter les neurones et cellules non neuronales de structures cérébrales obtenues par dissection ou de cerveaux entiers, humains ou animaux.

## Biographie
Suzana Herculano-Houzel est née en 1972 à Rio de Janeiro. Elle obtient sa licence de biologie à l'université fédérale de Rio de Janeiro en 1992 et un master de neurosciences de l'Université Case Western Reserve aux États-Unis, puis son doctorat à l'université Pierre-et-Marie-Curie (Paris 6) en 1999 sous la direction d'Yves Frégnac. Elle effectue ensuite un post-doctorat à l'institut Max-Planck à Francfort sous la direction de Wolf Singer.
Herculano-Houzel enseigne à l'Université fédérale de Rio de Janeiro de 2002 à 2016, date à laquelle elle rejoint l'Université Vanderbilt en tant qu'associate professor.
Sa langue natale est le portugais mais elle parle couramment anglais, français et espagnol, ainsi qu'un peu allemand.

## Vulgarisation
Suzana Herculano-Houzel est très active en vulgarisation neuroscientifique depuis ses débuts : elle crée en 2000 le site O cérebro nosso de cada dia (« notre cerveau quotidien ») sur les neurosciences de la vie de tous les jours, et en 2009 son blog A neurocientista de plantão (« la neuroscientifique de service »). Depuis 2006 elle écrit un éditorial bimensuel sur le même sujet dans le journal brésilien Folha de São Paulo. En 2008, elle écrit et présente l'émission NeuroLÓGICA du programme TV brésilien Fantástico.
En 2013 elle est invitée à donner une Conférence TED sur ce qui rend le cerveau humain si spécial. C'est la première personne brésilienne invitée à donner une conférence TED internationale.
Elle a également publié plusieurs livres en portugais à destination du grand public entre 2002 et 2015. Son dernier ouvrage (en anglais), The Human Advantage (« l'atout humain »), retrace l'évolution du cerveau humain et ce qui le rend remarquable, tout en expliquant qu'il n'est pas à part dans le règne animal.
En 2004 elle reçoit le prix José Reis du conseil national de développement scientifique et technologique du Brésil qui récompense la vulgarisation scientifique[réf. souhaitée].

## Thèmes de recherche
Le laboratoire de neuroanatomie comparée de l'Université Vanderbilt dirigé par Suzana Herculano-Houzel utilise des méthodes morphologiques quantitatives pour étudier la diversité des systèmes nerveux des vertébrés, leur évolution et leur développement. Par exemple, la masse du cerveau des mammifères varie d'un facteur 100 000 (entre les Scandentiens, petits marsupiaux arboricoles, et les baleines), mais ils sont tous constitués des mêmes structures : cortex, cervelet, tronc cérébral, etc. La neuroanatomie comparative cherche les règles qui régissent une telle diversité organisée, et leurs mécanismes évolutifs.
La méthode de fractionnement isotropique mise au point dans le laboratoire consiste à séparer mécaniquement une structure cérébrale disséquée ou un cerveau entier dans une solution de volume connu, puis à marquer les noyaux cellulaires par immunocytochimie (marqueur neuronal, glial ou endothélial) et à compter leur densité dans la suspension. Cette méthode simple, rapide et fiable permet de connaître le nombre absolu de cellules (neuronales ou non) qui composent la structure étudiée, sans être influencé par les importantes variations de densités neuronales d'une structure ou d'une espèce à une autre.

## Publications
- (en) Human Advantage: A New Understanding of How Our Brain Became Remarkable. Editor: The Mit Press; (2016).  (ISBN 0262034255)
- (en) « The remarkable, yet not extraordinary, human brain as a scaled-up primate brain and its associated cost », Proceedings of the National Academy of Sciences, vol. 109 (Suppl 1),‎ 2012, p. 10661-10668 (DOI 10.1073/pnas.1201895109)